# Preißhausbuche

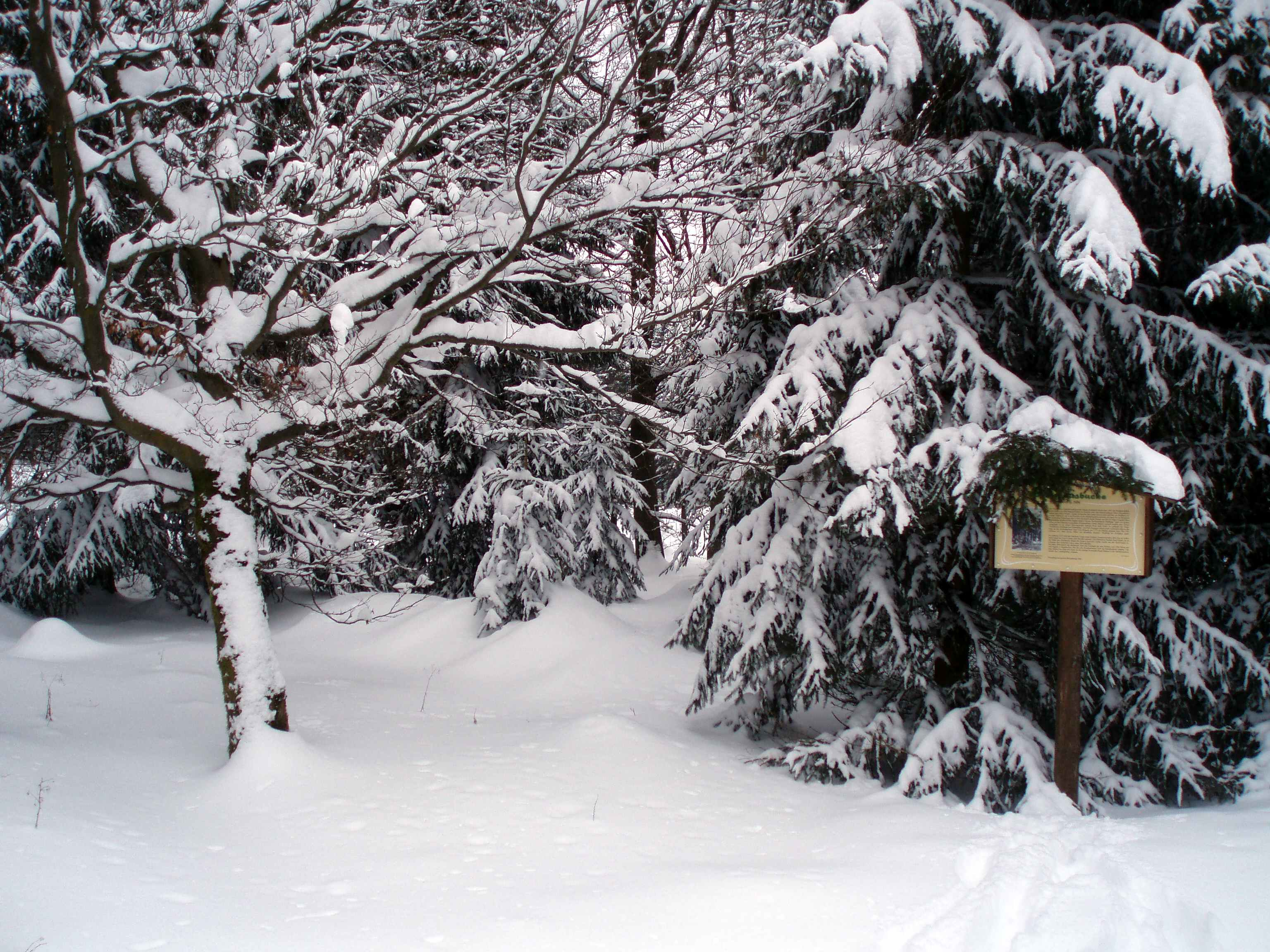
Preißhausbuche im Winter 2005

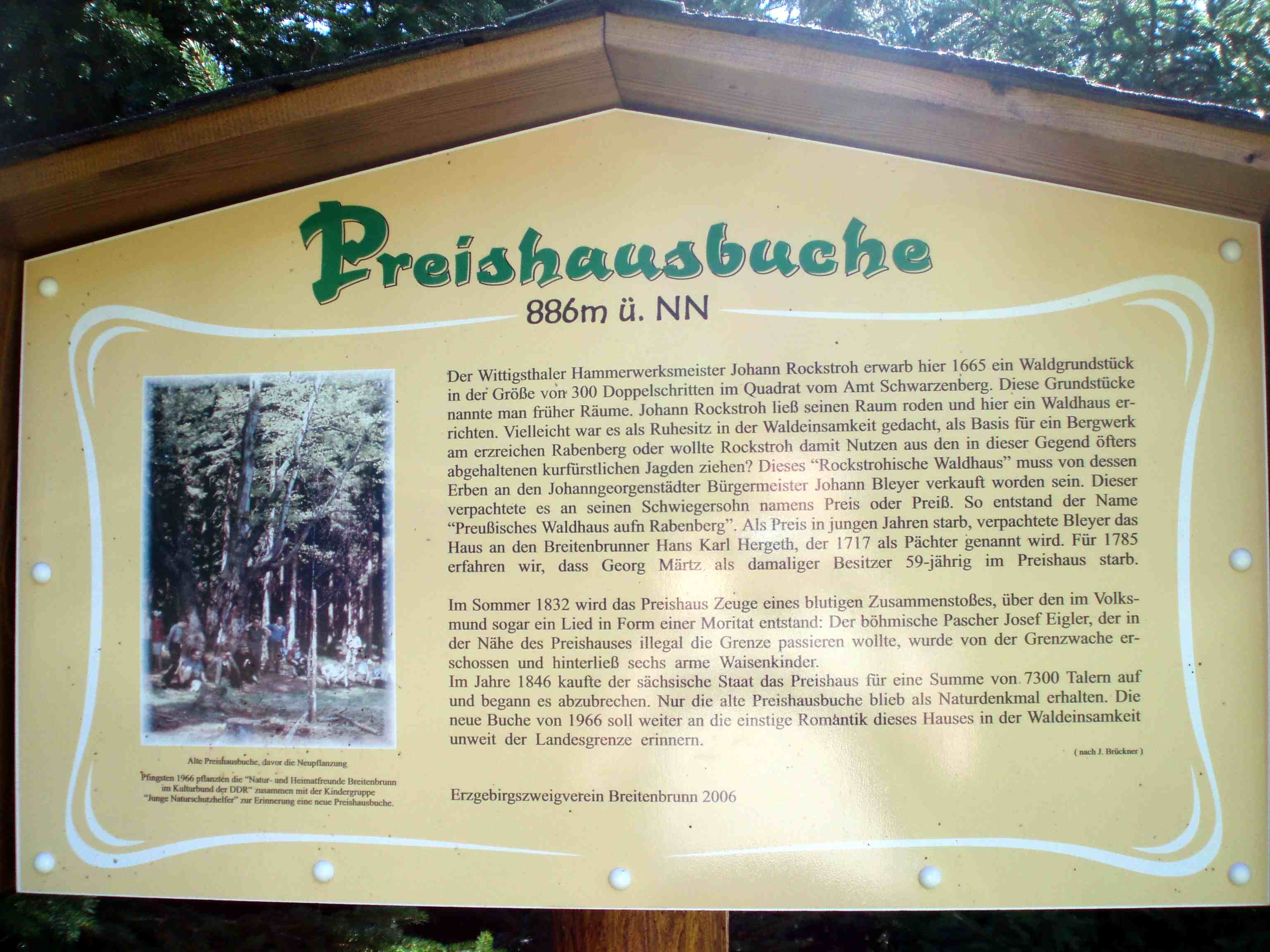
Tafel an der Preishausbuche

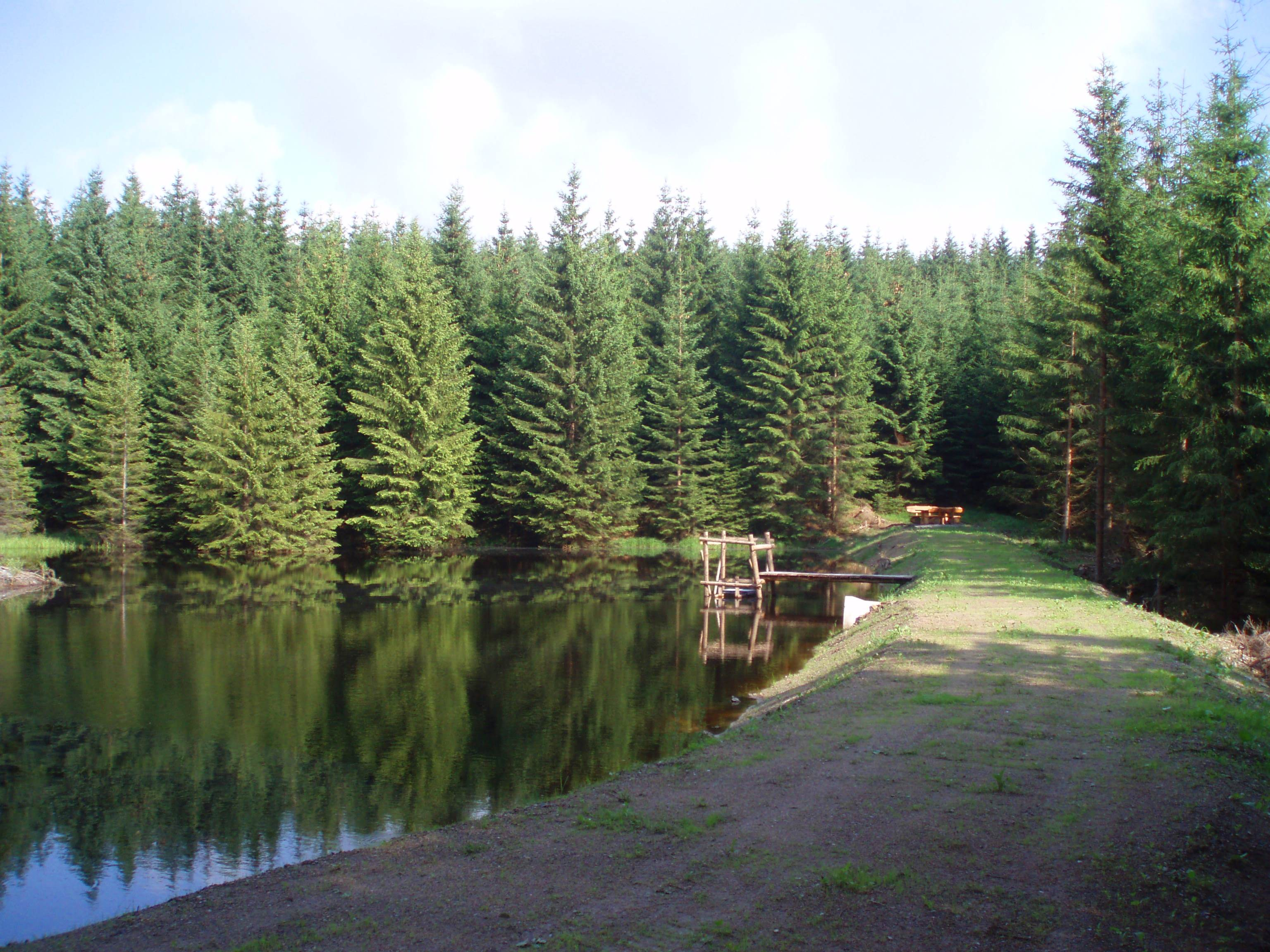
Wiederentstandener Preißhausteich

Die Preißhausbuche, auch Preishausbuche, war ein Naturdenkmal in 886 m Höhe im Waldgebiet zwischen Johanngeorgenstadt, Breitenbrunn/Erzgeb. und Rittersgrün. Die Rotbuche stand in der Nähe eines Waldhauses, das hier im ausgehenden 17. Jahrhundert in der Waldeinsamkeit unweit der Grenze zwischen Sachsen und Böhmen errichtet wurde. Das Naturdenkmal existierte bis in die 1970er Jahre, dann zerfiel die Buche aufgrund ihres stark ausgehöhlten Stamms. 1966 wurde durch die Breitenbrunner Heimatfreunde eine neue Buche gepflanzt, die noch heute existiert. Der Anton-Günther-Weg führt unmittelbar an der Preißhausbuche vorbei.

## Geschichte
Der Besitzer eines stattlichen Eckhauses am Marktplatz von Johanngeorgenstadt, Johann Rockstroh, der als Frischer auf dem Hammerwerk von Caspar Wittich in Breitenbach tätig war, erwarb 1665 an der Südgrenze des Amtes Schwarzenberg direkt an der böhmischen Grenze ein Waldgrundstück in Größe von 300 Doppelschritten im Quadrat, das er roden ließ. Auf dem frei gewordenen Platz errichtete er ein Wohnhaus mit Scheune und Stall, das fortan die Bezeichnung Rockstrohisches Waldhaus erhielt. Das Haus lag direkt am Sternflügel unweit der Poststraße zwischen Breitenbrunn und Johanngeorgenstadt und Rockstroh erhoffte wahrscheinlich, die Schankkonzession für dieses Haus zu erwerben und damit eine zusätzliche Einnahmequelle zu erhalten. Doch die Rechnung ging nicht auf, da bereits zu Beginn des 18. Jahrhunderts die Poststraße in das Schwarzwassertal nach Erlabrunn verlegt und dort das Täumerhaus zu einem Straßengasthof ausgebaut wurde.
Nach dem Tod Rockstrohs 1667 blieb das Haus zunächst im Besitz seiner Witwe († 1680) und seiner Kinder, von denen Sohn Christian Rockstroh als Meister auf dem Hammerwerk Breitenbach tätig war. Johann Rockstrohs Schwiegersohn, der Stabschmied Friedrich Schott († 1686), übernahm das Haus. Seine Witwe verkaufte es 1700 an den Hammerherrn Johann August von Elterlein aus Rittersgrün. Dieser veräußerte den Gebäudekomplex 1710 an die Ehefrau des Bürgermeisters Johann Bleyer aus Johanngeorgenstadt und deren Tochter Maria Rosina verw. Preiß, die Witwe des Schicht- und Viertelsmeisters Johann Heinrich Preiß (1667–1707). Letztere übernahm wenig später auch die Haushälfte ihrer Mutter und so bildete sich der noch heute bekannte Name Preißhaus heraus.
Im Sommer 1832 wurde das Preißhaus Schauplatz einer Bluttat, über die schon bald im Volksmund ein Lied in Form einer Moritat entstand, die 1922 von Johann Schott und wenig später von Richard Truckenbrodt zu Papier gebracht wurde.
Da der sächsische Staat bemüht war, einzelstehende Häuser in Grenznähe möglichst zu beseitigen, da sie oft schlecht zu kontrollierende Stützpunkte für unerlaubten Grenzhandel waren, nutzte man 1846 die sich bietende Möglichkeit, das Preißhaus für die Summe von 7300 Talern für das Königreich Sachsen käuflich zu erwerben. Kurz danach begann der Abriss des Gebäudes. Es blieb nur noch eine einige Meter nördlich vom Preißhaus stehende Buche erhalten, die in den folgenden Jahrzehnten den ungefähren Standort des Waldhauses markierte. Nachdem die alte Preißhausbuche als Naturdenkmal durch die Witterungsunbilden fast vollkommen zerstört worden war, pflanzten Heimatfreunde aus Breitenbrunn 1966 eine neue Buche, die noch heute den Standort des Preißhauses in der Einsamkeit der erzgebirgischen Wälder markiert.
Vom Erzgebirgszweigverein Breitenbrunn wurde 2006 eine Gedenktafel neben der Preißhausbuche errichtet.
Zu beachten ist, dass die Preißhausstraße nicht an der Preißhausbuche vorbeiführt, dafür jedoch am rekonstruierten Preißhausteich, den der Preißhausbach entwässert. Von dort kann man über den Sternflügel zur Preißhausbuche gelangen.